# Luís Mesquita de Oliveira
Luís Mesquita de Oliveira, legtöbbször egyszerűen csak Luisinho (Rio de Janeiro, 1911. március 29. – São Paulo, 1983. december 27.) brazil labdarúgócsatár. A brazil válogatott tagjaként játszott az 1938-as labdarúgó-világbajnokságon.